# Jenny Harrison
Jenny Harrison (* 1949 in Atlanta, Georgia)  ist eine US-amerikanische Mathematikerin, die sich mit geometrischer Analysis und geometrischer Maßtheorie befasst. Sie ist Professorin an der University of California, Berkeley.

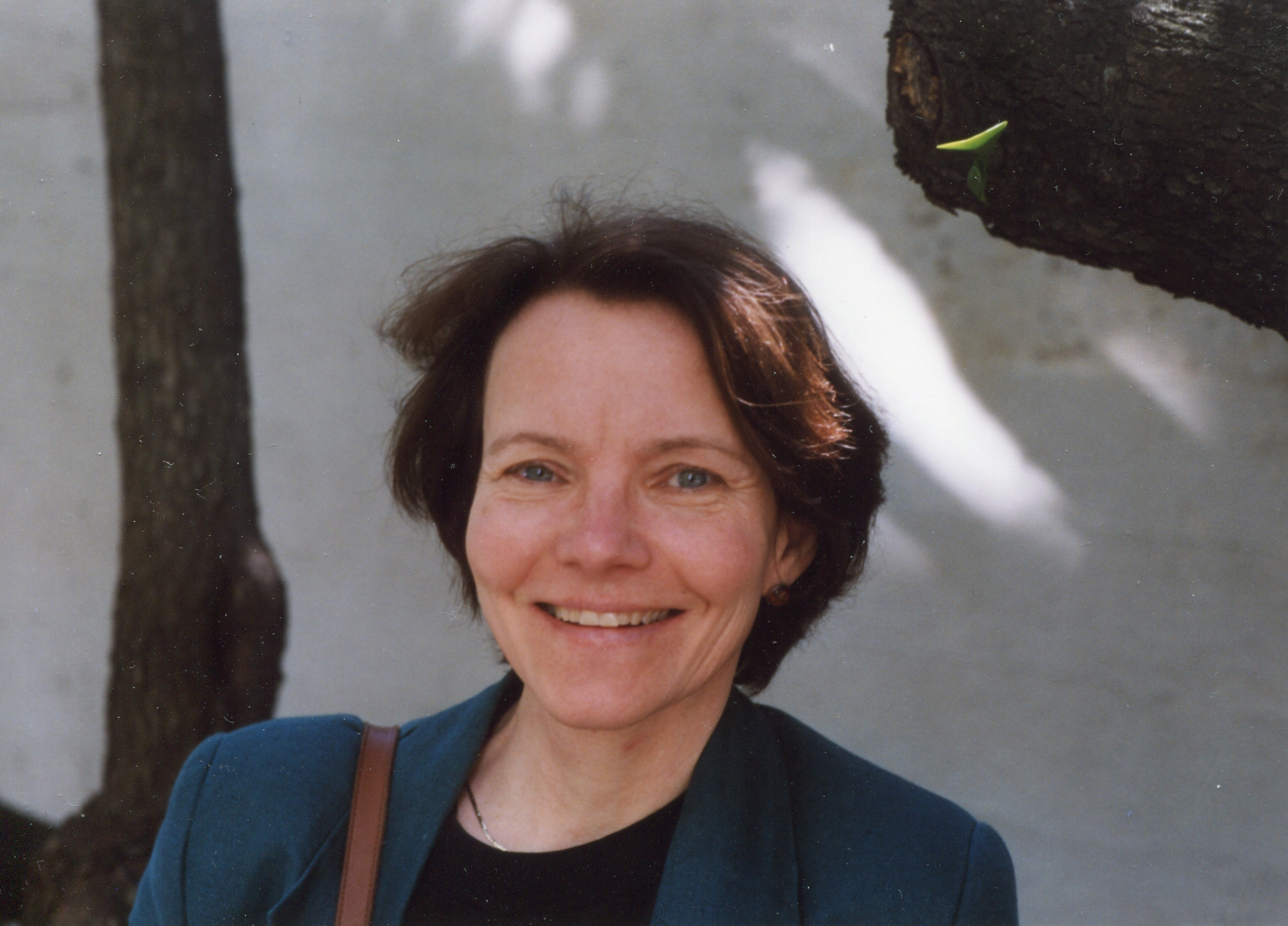
Jenny Harrison

## Leben
Jenny Harrison wuchs in Tuscaloosa auf und erwarb 1971 ihren Bachelor-Abschluss an der University of Alabama und wurde 1975 als Marshall Scholar an der University of Warwick bei Colin Rourke und Erik Christopher Zeeman promoviert (Counterexamples to the Denjoy Conjecture).  Als Post-Doktorand war sie 1975/76 am Institute for Advanced Study bei Hassler Whitney.
1976 wurde sie Instructor an der Princeton University und 1978 Assistant Professor und 1993 Professor in Berkeley, wo sie 2007 Miller Professor war und 1977 bis 1979 Miller Fellow.
Sie war Gastwissenschaftler am IHES (1978, 1982), 1979 bis 1982 Lecturer an der Universität Oxford und Fellow am Somerville College, 1990/91 am MSRI, war am Isaac Newton Institute, 1989/90 Gastprofessor an der Yale University, 1981 am IMPA, 1996/97 Gastprofessor an der Rockefeller University und 1980 an der University of Maryland.
Aufmerksamkeit fand ihr Prozess gegen die Universität Berkeley, die ihr 1986 eine permanente Anstellung (tenure) verweigerte, wogegen sie wegen geschlechtsbedingter Benachteiligung klagte. Der Fall spaltete damals die Fakultät – Mathematiker wie Stephen Smale und Robion Kirby waren gegen eine Anstellung, andere wie Morris Hirsch und James Yorke dafür.  Man einigte sich außergerichtlich 1993, nachdem ein Komitee von sieben Wissenschaftlern die Festanstellung empfahl, und sie erhielt eine Professur in Berkeley.

## Werk
Sie löste in ihrer Dissertation eine Vermutung von Arnaud Denjoy. Denjoy hatte vermutet, dass jeder {\displaystyle C^{r}}-Diffeomorphismus für genügend große r topologisch konjugiert zu einem {\displaystyle C^{r+1}}-Diffeormorphismus ist, wozu Harrison ein Gegenbeispiel gab. 1988 gab sie ein {\displaystyle C^{2}}-Gegenbeispiel zur Seifert-Vermutung, nachdem Paul A. Schweitzer schon 1974  ein {\displaystyle C^{1}}-Gegenbeispiel gegeben hatte. Die Vermutung besagt, dass jedes Vektorfeld auf der 3-Sphäre entweder eine Nullstelle oder eine geschlossene Lösungskurve (mit den Vektoren als Tangenten) hat.
1993 verallgemeinerte sie den Satz von Stokes für nicht-glatte Gebiete, wobei eine Wechselbeziehung besteht zwischen den Differenzierbarkeitseigenschaften der Differentialformen und denen der Gebiete, auf denen sie definiert sind (je glatter die Differentialformen, desto „rauer“ können die Gebiete sein).
Sie entwickelte in den 2000er Jahren eine Theorie verallgemeinerter Funktionen (Differential Chains, Differentielle Ketten), die verschieden sind von Distributionen oder de Rham Strömen und in der Sicht von Harrison eine neue strenge Basis der Idee der Infinitesimalen liefern und so eine Verbindung vom Diskreten zum Kontinuum liefern. Damit konnte sie die Existenz und Regularität der Seifenblasen-Lösung (nach Frederick Almgren) des Plateau-Problems beweisen (2012), wobei frühere Lösungen wie die ursprüngliche Lösung von Jesse Douglas und die der geometrischen Maßtheorie von  Herbert Federer und Wendell Fleming auch durch ihre Theorie eingeschlossen sind. Andere Anwendungen ihres Kalküls sind stratifizierte Räume nach Whitney und Fraktale.
Sie ist Mitherausgeberin des Journal of Geometric Analysis.

## Schriften
- mit Harrison Pugh: Topological aspects of differential chains, J. Geom. Analysis, 22, 2012, 685–690, Arxiv
- Operator calculus of differential chains and differential forms, J. Geom Analysis 2013, Arxiv
- mit Harrison Pugh: Existence and Soap film regularity of solutions to Plateau´s problem, J. Geom. Analysis, 2012, Arxiv
- Soap film solutions to Plateau´s problem, J. Geom. Analysis 2013,  Arxiv
- Denjoy Fractals, Topology, 28, 1989, 69–80
- Stokes Theorem for non smooth chains, Bulletin AMS, Oktober 1993, Arxiv
- mit Harrison Pugh: Plateau’s problem, in: John Forbes Nash jr., Michael Th. Rassias (Hrsg.), Open problems in mathematics, Springer 2016, S. 273–302